# 7 estrellas
7 estrellas es un programa costarricense de Teletica, Canal 7. Su productor es Carlos Reyes. Es presentado por la modelo Marilin Gamboa y por el periodista Walter Campos. 
Su trama principal es presentar reportajes sobre farándula, personalidades y tendencias, como también reportajes sobre moda y curiosidades.
Por 7 estrellas han pasado gran cantidad de presentadores como Nancy Dobles, Mariamalia Jacobo, Edgar Barrantes, Ángel Rafael, Viviana Calderón, Giovanni Linares, Pamela Méndez, Maricruz Leiva, Lynda Diaz, entre otros.

## Conductores
- Marilin Gamboa: Presentadora y modelo. Es encargada de algunas secciones de 7 estrellas.

- Walter Campos: Periodista y presentador. Autor del libro Zen & caos. Historias que pasan cuando no ponemos atención. Exponente nacional del stand up comedy y conferencista.

## Secciones
- Derecho a la respuesta: Sección en la cual se le da la oportunidad de responder preguntas a los famosos criticados por la prensa nacional.

- Moda: Sección en la cual se muestran las nuevas tendencias de la moda, su encargada es Marilin Gamboa.

- Entre estrellas: Noticias sobre famosos y eventos en el país.

- Cine: Muestra las nuevas películas de la semana.

- Estrellados: Giovanni Linares se encarga de buscar a los famosos para sorprenderlos con preguntas básicas acerca de diferentes temáticas, además los famosos deberán reconocer a figuras importantes tanto nacionales como internacionales mediante imágenes.

- Tweets de la semana: Se muestran las principales frases escritas por los famosos en Twitter.

- Fast news: Se presentan de forma rápida las noticias de farándula del acontecer nacional e internacional.

## Set
El set es novedoso, fresco y moderno. Acompañado de pantallas LCD, colores y luces, muestra dos ambientes: el lounge y el sillón. Sin embargo, también se utiliza el set de Telenoticias.

## Competencia
En 2009 la competencia del canal, Repretel, lanza su nuevo programa de espectáculos, Intrusos de la farándula, al mismo horario de 7 estrellas. A diferencia de Intrusos que es transmitido de lunes a viernes. En la actualidad este programa se emite a las 22:00.

## Antiguas secciones
- Verdad o mentira: Sección donde se averigua la verdad de un chisme de algún famoso.

- Paparazzi: Sección en las cual las cámaras entrevistan a famosos en diferentes sectores del país y también internacionalmente.

- Los 7 más: Sección donde se presenta un top 7 de algún tema en específico.

- Ojo a la cantada: Antigua sección presentada por Thelma Darkings, en la cual mostraba chismes y notas sobre Cantando por un sueño.

- Nace una estrella: Sección en la cual se elegía un nuevo joven cantante.

- Gadgets: Sección donde se muestran los aparatos más tecnológicos del mundo actual.

- El opinómetro: Sección de Giovanni Linares en la cual junto con dos famosos invitados se discutirán temas de farándula y actualidad.

- Famoquiz: Sección estreno en celebración del nuevo programa de Teletica, ¿Quién quiere ser millonario?, en la cual se le harán preguntas muy engañosas a los famosos. En 2010 se estrena la segunda temporada en celebración de la segunda temporada de ¿Quién quiere ser millonario?